# Blaveta de la vulnerària
La blaveta de la vulnerària (Polyommatus dorylas) és una espècie de lepidòpter papilionoïdeu de la família dels licènids (Lycaenidae) present als Països Catalans.

## Distribució
Sud i centre d'Europa, Turquia i Transcaucàsia. A la península Ibèrica es distribueix pel centre i nord, preferentment en àrees muntanyoses.

## Hàbitat
Llocs herbosos amb flors, sobre terreny calcari. L'eruga s'alimenta de vulnerària (Anthyllis vulneraria).

## Període de vol
A altes altituds fa una generació a l'any entre finals de juny i agost. En altituds més baixes es bivoltina amb la primera generació al maig i juny i la segona a finals de juliol i agost. Hiberna com a larva jove.

## Comportament
Erugues ateses per formigues tals com Myrmica scabrinodis, Formica cinerea i Lasius alienus.